# Brunneria gracilis
Brunneria gracilis är en bönsyrseart som beskrevs av Giglio-tos 1915. Brunneria gracilis ingår i släktet Brunneria och familjen Mantidae. Inga underarter finns listade i Catalogue of Life.